# 第23軍 (日本軍)
第23軍（だいにじゅうさんぐん）は、1941年（昭和16年）6月28日大陸命第503号により南支那方面軍を改編して編成された大日本帝国陸軍の軍。

## 沿革
当初大本営直轄部隊だったが、1941年（昭和16年）8月12日から支那派遣軍隷下となった。大戦末期には連合国軍の上陸に備え陣地構築などを行うが、連合国軍は広東方面には上陸せず終戦を迎えた。

### 歴代司令官
- 今村均 中将：1941年（昭和16年）6月28日 -
- 酒井隆 中将：1941年（昭和16年）11月6日 -
- 田中久一 中将：1943年（昭和18年）3月1日 -

### 歴代参謀長
- 加藤鑰平 少将：1941年（昭和16年）6月28日 -
- 栗林忠道 少将：1941年（昭和16年）9月19日 -
- 安達与助 少将：1943年（昭和18年）6月10日 -
- 鵜沢尚信 少将：1944年（昭和19年）12月16日 -
- 富田直亮 少将：1945年（昭和20年）4月15日 -

### 最終司令部構成
- 司令官：田中久一中将
- 参謀長：富田直亮少将
- 参謀副長：福地春男少将
- 高級参謀：山津善九郎大佐
- 高級副官：松原鍋次郎中佐
- 連絡部長：松井真二少将
- 兵事部長：田村孝亮大佐
- 兵器部長：小林漸大佐
- 経理部長：藤原藤治主計少将
- 軍医部長：松本秀治軍医少将
- 軍医部長：久池井忠男獣医中佐
- 法務部長：古木一夫法務中佐

## 所属部隊

### 昭和16年末
- 第38師団：佐野忠義中将[1]
- 第51師団：中野英光中将[1]
- 第104師団：菰田康一中将[1]
- 独立混成第19旅団：松井貫一少将[1]

### 最終所属部隊
- 第104師団：末藤知文中将[2]
- 第129師団：鵜沢尚信中将[2]
- 第130師団：近藤新八中将[2]
- 独立混成第23旅団：下河辺憲二少将[2]
- 独立歩兵第8旅団：松井真二少将[2]
- 独立歩兵第13旅団：川上護大佐[2]
- 香港占領地総督部：田中久一中将
  - 香港防衛隊：岡田梅吉少将
    - 独立歩兵第67大隊：広田義孝少佐
    - 独立歩兵第68大隊：中川金光大尉
    - 独立歩兵第69大隊：山下一男中佐
    - 香港防衛隊砲兵隊：川口久勝大佐

  - 第11野戦輸送司令部：小松鹿之助大佐
    - 自動車第30連隊：大井直一少佐
    - 自動車第35連隊：藤崎誠大佐
    - 自動車第36連隊：伊藤亀義大佐
    - 独立自動車第31大隊：山下浩之大尉
    - 独立自動車第32大隊：河村清作少佐
    - 独立自動車第33大隊 佐藤幸一大尉

  - 戦車第3連隊：田幡武大佐
  - 独立山砲兵第51大隊：矢吹忠一少佐
  - 電信第13連隊：斎藤勇大佐
  - 香港憲兵隊：金沢朝雄中佐
  - 香港俘虜収容所

野戦部隊
- 独立混成第31連隊：徳本光信大佐（置終位置：金門島）
- 野戦高射砲第55大隊：飯野美男少佐
- 野戦高射砲第59大隊：仲田志郎大尉
- 独立工兵第59大隊：迎常操大尉

船舶関連部隊
- 第2船舶輸送司令部南支支部：白木久雄大佐
- 第12船舶団司令部：此木友之大佐
- 船舶工兵第34連隊：長尾曻大佐（最終位置：汕頭）
- 第64碇泊場司令部：海上貞少佐
- 第1野戦船舶廠：白木久雄大佐

輸送部隊
- 第13野戦輸送司令部：角和善助少将
  - 自動車第39連隊：北原利則中佐
  - 独立自動車第85大隊：池永嘉衛少佐
  - 独立輜重兵第55大隊：浅利政基少佐

兵站部隊
- 南支那派遣憲兵隊：重藤憲文少将
- 電信第14連隊：都築末吉中佐
- 鉄道第15連隊第1大隊：古川保範大尉
- 第66兵站地区隊：福田伊五郎大佐
- 第2水路輸送隊：増山藤平中佐
- 第56野戦道路隊：大坪忠國中佐

兵站病院
- 第136兵站病院：田中厳軍医中佐
- 第160兵站病院：北村義雄軍医大佐
- 第180兵站病院：山本修軍医中佐
- 第200兵站病院：矢野義徳軍医少将

医療関連部隊
- 第7患者輸送隊：佐東清軍医少佐
- 南支那防疫給水部：亀沢鹿郎軍医大佐
- 南支那軍馬防疫廠：斎藤寿獣医少佐
- 第23軍病馬廠：佐々木國男獣医少佐

第23軍補給廠
- 第23軍野戦兵器廠：桜井幸衡中佐
- 第23軍野戦自動車：廠安田孝信少佐
- 第23軍野戦貨物廠：宮林彦次主計大佐